# Pap-Test

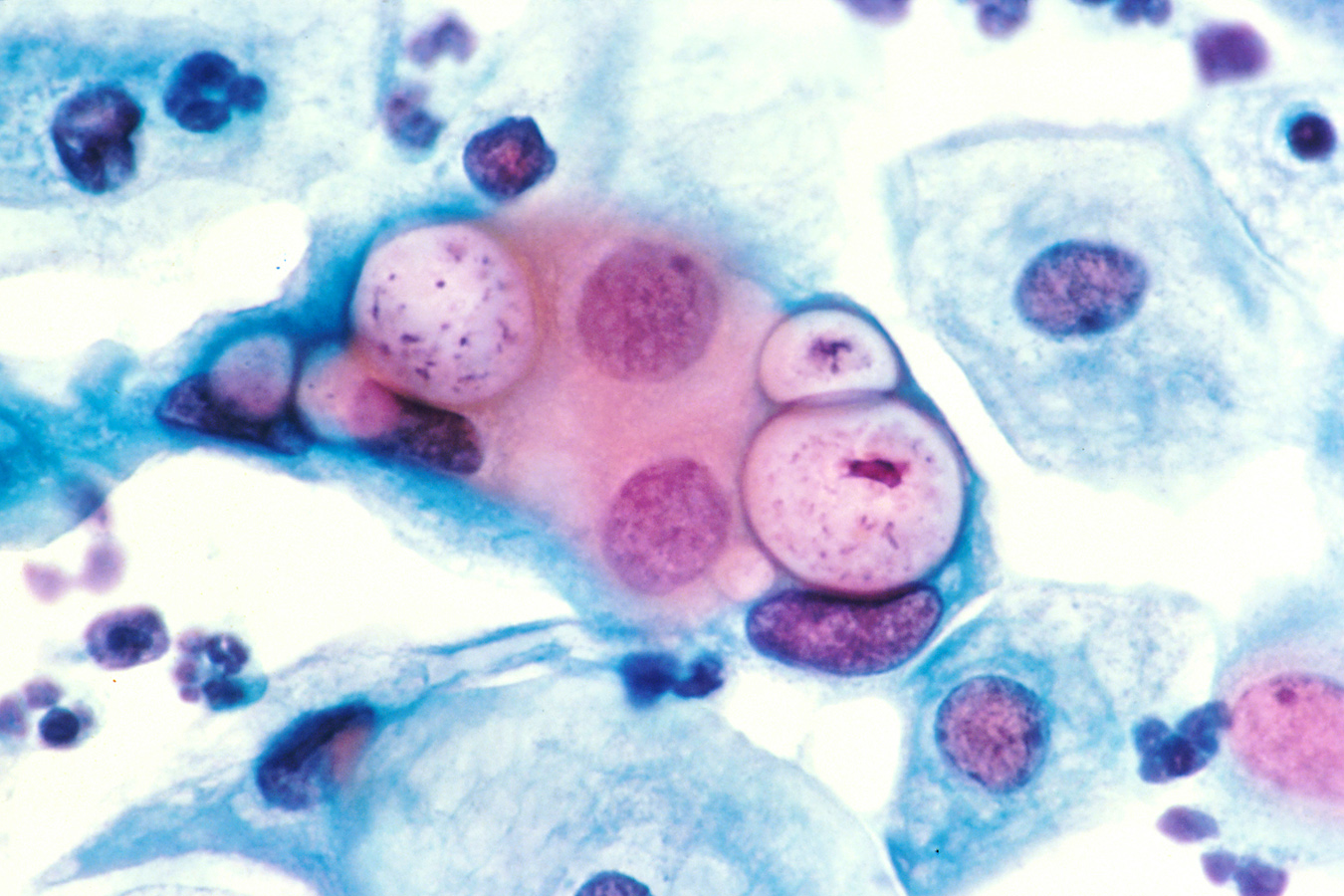
Zwei Zellen mit Chlamydien-Vakuolen (Mitte) neben normalen Epithelzellen im PAP-Test

Der Pap-Test oder Papanicolaou-Test ist die mikroskopische Untersuchung von Zellen in einem Zellabstrich vom Gebärmutterhals zur früh- bis rechtzeitigen Entdeckung von Krebs und dessen Vorstadien. Der Pap-Test wurde von dem griechischen Arzt George Papanicolaou entwickelt und 1928 vorgestellt. Er beruht auf der Beurteilung von gefärbten Zellabstrichen vom Muttermund und dient der Früherkennung eines Gebärmutterhalskrebses.
Mittels Watteträger (vorzugsweise mit einem speziell dafür entwickelten Spatel, dem sogenannten Szalay-Spatel, welcher der spezifischen Form der Portio entspricht, oder einer kleinen Bürste) werden aus dem Gebärmutterhals (Spatel für Portiooberfläche und Bürste für Zervikalkanal) Zellen entnommen und auf einem Objektträger ausgestrichen. Nach der Fixierung mit 96-prozentigem Alkohol erfolgt das Färben mittels Hämatoxylin nach Harris und Orange G sowie nach einer aufsteigenden Alkoholreihe mittels einer speziellen Färbelösung (diverse Modifikationen).
Im gefärbten Abstrich kann man nun mikroskopisch die Morphologie der Zellen beurteilen. Es können Rückschlüsse auf den Hormonstatus (siehe Vaginalzytologie) und die Zyklus-Phase gezogen werden (Differenzierung des vaginalen Platten- und des zervikoendometrialen Epithels), Entzündungen (Granulozyten) sowie Krebsvorstufen und Zervixkarzinome können nachgewiesen werden. Weiterhin können Hinweise auf Infektionen gefunden werden, z. B. Milchglaskerne bei Herpes, Koilozyten bei stark ausgeprägter (florider) HPV-Infektion, paranukleäre Vakuolen mit multiplen kleinen, rötlichen Einschlusskörperchen bei Chlamydien, Clue cells (Plattenepithelien vom Intermediärzelltyp, die von dicht gepackten kurzen basophilen Stäbchen bedeckt werden) bei Gardnerella vaginalis und Hefezellen von Candida.

## Zytologie
Die Zellen des äußeren Muttermundes bestehen aus mehrschichtigem, unverhorntem Plattenepithel. Sie lassen sich aufgrund ihres Aussehens von den Zellen des Gebärmutterhalskanals, welcher mit Zylinderepithel bedeckt ist, abgrenzen. Die Plattenepithelzellen lassen sich wiederum aufgliedern. Zellen der obersten Zellschicht werden als Superfizialzellen bezeichnet. Diese sind 45 bis 60 µm groß. Ihr Zellplasma zeigt sich zart rosa gefärbt. Die Zelle selbst ist von vieleckiger Form. Der Kern ist normalerweise mit 5 bis 7 µm im Vergleich zur Fläche des Zellplasmas sehr klein. Das Chromatin im Kern ist dabei dicht gepackt. Daraus folgt eine tiefe Blaufärbung der Zellkerne. Die Superfizialzellen stellen in der ersten Zyklusphase den Hauptteil der im Abstrich sichtbaren Zellen, da in dieser Phase unter dem Einfluss von Östrogen das Plattenepithel proliferiert.
Tiefer liegende Plattenepithelzellen werden als kleine und große Intermediärzellen bezeichnet. Die großen Intermediärzellen haben wie die Superfizialzellen eine vieleckige Form. Sie weisen dieselbe Größe auf wie die Superfizialzellen. Jedoch ist ihr Zellplasma sehr reich an Glykogen, weswegen es zart blaugrün (cyanophil) gefärbt ist. Die Kerne sind bis zu 10 µm groß. Ihr Chromatin ist etwas lockerer gepackt als der Kerninhalt der oberflächlicheren Zellen. Die großen Intermediärzellen stellen in der zweiten Zyklushälfte durch den Einfluss der Gestagen die Mehrheit der sichtbaren Zellen. Als kleine Superfizialzellen bezeichnet man Zellen mit ebenso zart-blaugrünem Plasma. Sie sind jedoch kleiner und besitzen einen größeren Kern. Die Zellen sind von rundlicher Form. Sie können bei lang dauernder Einnahme eines Kontrazeptivums, den Wechseljahren und hormonellen Störungen vermehrt vorkommen. Außerdem enthält der Kern sehr kleine Zellen mit einem großen Kern und wenig Zellplasma, die zum Plattenepithel gehören. Diese sogenannten Parabasalzellen sind lichtmikroskopisch nicht ausreichend beurteilbar. Sie sind jedoch die Stammzellen des Plattenepithels, von denen sich Superfizial- und Intermediärzellen herleiten.
Das Zylinderepithel der inneren Gebärmutterhalsseite lässt sich beim PAP-Abstrich in zwei Zellgruppen einteilen. Die wesentlich häufigeren ausgereiften Zylinderepithelzellen, mit kleinen Kernen, blauem Plasma und mitunter auch Fimbrien zeigen je nach Schnittführung Strukturen, die an Bienenwaben oder Palisaden erinnern. Die Zellen sind mechanisch sehr anfällig und können im Rahmen der Abstrichentnahme und Aufbereitung des Materials zerstört werden. Ihre Zelltrümmer sind dann unter dem Mikroskop sichtbar. Die Stammzellen des Zylinderepithels werden als Reservezellen bezeichnet. Sie sind lichtmikroskopisch nur schwierig zu beurteilen. Manche der Stammzellen sind noch pluripotent. Stammzellen des Zylinderepithels stellen den Ausgangspunkt für die physiologische Metaplasie an der Zervixaußenseite. Ebenso sind sie der Ausgangspunkt für Gebärmutterhalskrebs.
Die Befunde werden insbesondere hinsichtlich der Zervix-Krebsdiagnostik in „Gruppen“ nach der Münchner Nomenklatur III klassifiziert:
| Pap 0    | Zellabstrich unzureichend                         |
| Pap I    | Normalbefund, unauffällig                         |
| Pap II   | Befunde mit eingeschränkt protektivem Wert        |
| Pap III  | Unklare bzw. zweifelhafte Befunde                 |
| Pap IIID | Dysplasie-Befunde mit größerer Regressionsneigung |
| Pap IV   | Unmittelbare Vorstadien des Zervixkarzinoms       |
| Pap V    | Malignome                                         |

Wie bei jedem medizinischen Test gibt es auch hier falsch positive und falsch negative Testergebnisse.
Eine Studie zur Aussagekraft des Pap-Abstriches zeigte eine Sensitivität (die Fähigkeit Kranke als krank zu erkennen) von nur etwa 51 % und eine Spezifität (die Fähigkeit Gesunde als gesund zu erkennen) von etwa 98 %. Daher wird empfohlen, den Pap-Test 1–2 Mal jährlich durchführen zu lassen. Erst durch die häufige Wiederholung ergibt sich die Sicherheit dieses Tests. Bei einer jährlichen Abnahme etwa erhöht sich die Sensitivität nach 3 Jahren auf circa 90 %.
Die Dünnschichtzytologie ist eine technische Weiterentwicklung bei der Präparation der entnommenen Zellen im Rahmen des Pap-Tests.

## Geschichte
George Nicolas Papanicolaou führte die grundlegenden Untersuchungen zwischen 1923 und 1943 durch, er veröffentlichte diese erstmals 1928 in seinem Aufsatz New Cancer Diagnosis im Rahmen der Battle Creek Med. Conference (2.–6. Januar).
Die Häufigkeit des Gebärmutterhalskrebses wurde in Folge der Einführung des Pap-Tests in die gynäkologische Praxis erheblich reduziert, die Sterblichkeit bei Gebärmutterhalskrebs ging um zwei Drittel zurück.
Für Aufsehen sorgte ein Fall in Linz, als eine Arzthelferin 99 auffällige Pap-Befunde verschwinden ließ und dadurch Patientinnen mit Krebsverdacht unbehandelt blieben. Als die Sache ans Licht kam, stellte sich glücklicherweise heraus, dass bei keiner der Betroffenen durch die Verschleppung der Behandlung Schaden entstanden war.